# CSKA Arena
CSKA Arena (russo: ЦСКА Арена), anteriormente conhecido como VTB Ice Palace (russo: ВТБ Ледовый дворец) e Legends Park (russo: Парк Легенд), é um local poliesportivo coberto localizado em Moscou, Rússia. Seu principal patrocinador é o VTB Bank. O CSKA Arena faz parte do grande projeto de reforma do Parque das Lendas, no local da antiga fábrica de automóveis ZiL. Inclui a Arena, o Museu Russo do Hóquei com o Russian Hockey Hall of Glory, a Watersport Arena e o complexo de apartamentos. Ele está localizado perto da estação de metrô ZIL MCC e Avtozavodskaya.

## História
O Palácio de Gelo foi inaugurado em 26 de abril de 2015. É a arena do clube CSKA Moscou da KHL desde 2018. A partir de 2015, foi a casa do time de hóquei no gelo da Kontinental Hockey League, Dínamo Moscou, antes de se mudarem para sua própria VTB Arena, recém-construída, em janeiro de 2019. De 2017 a 2021, foi a casa do Spartak Moscou, antes de anunciarem seus planos de mudança em outro Megasport do Palácio dos Esportes de Moscou. Também houve rumores de que o clube de basquete do CSKA usaria a arena para seus jogos em casa da Euroliga, mas eles decidiram jogá-los na Megasport Arena. Em 2015, cinco das seis partidas do Channel One Cup foram disputadas na Arena. Em 2016, a arena sediou os jogos do Campeonato Mundial de 2016 IIHF.

## Local
A instalação possui 3 diferentes arenas internas, a "Grande Arena", a "Pequena Arena" e um centro de treinamento. A grande arena tem capacidade para 12.100 espectadores para hóquei no gelo e patinação artística, 13.000 para basquete e 14.000 para luta livre, boxe, MMA e shows. A grande arena também possui 80 suítes VIP de luxo. A pequena arena tem capacidade para 3.500 espectadores para hóquei no gelo e patinação artística, 4.400 para basquete e 5.000 para luta livre, boxe, MMA e shows. A terceira arena, a arena de treinamento, tem capacidade para 500 pessoas.

## Galeria

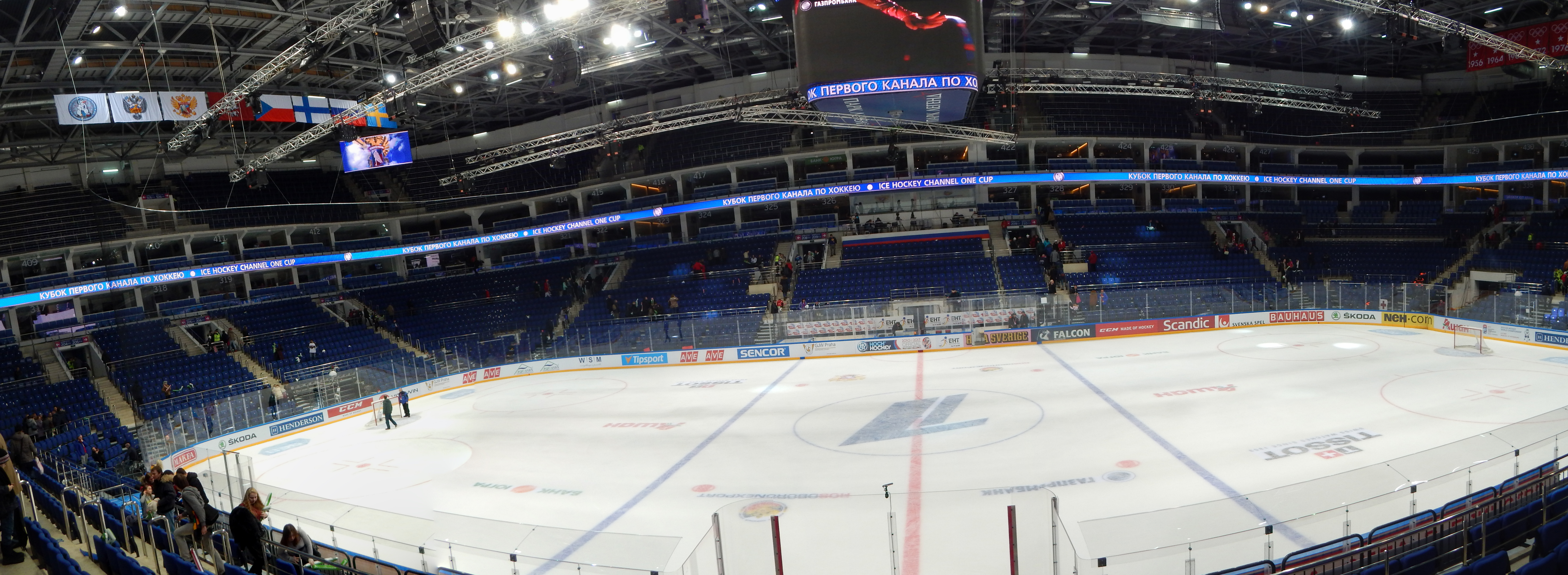
Channel One Cup (Sector 202)
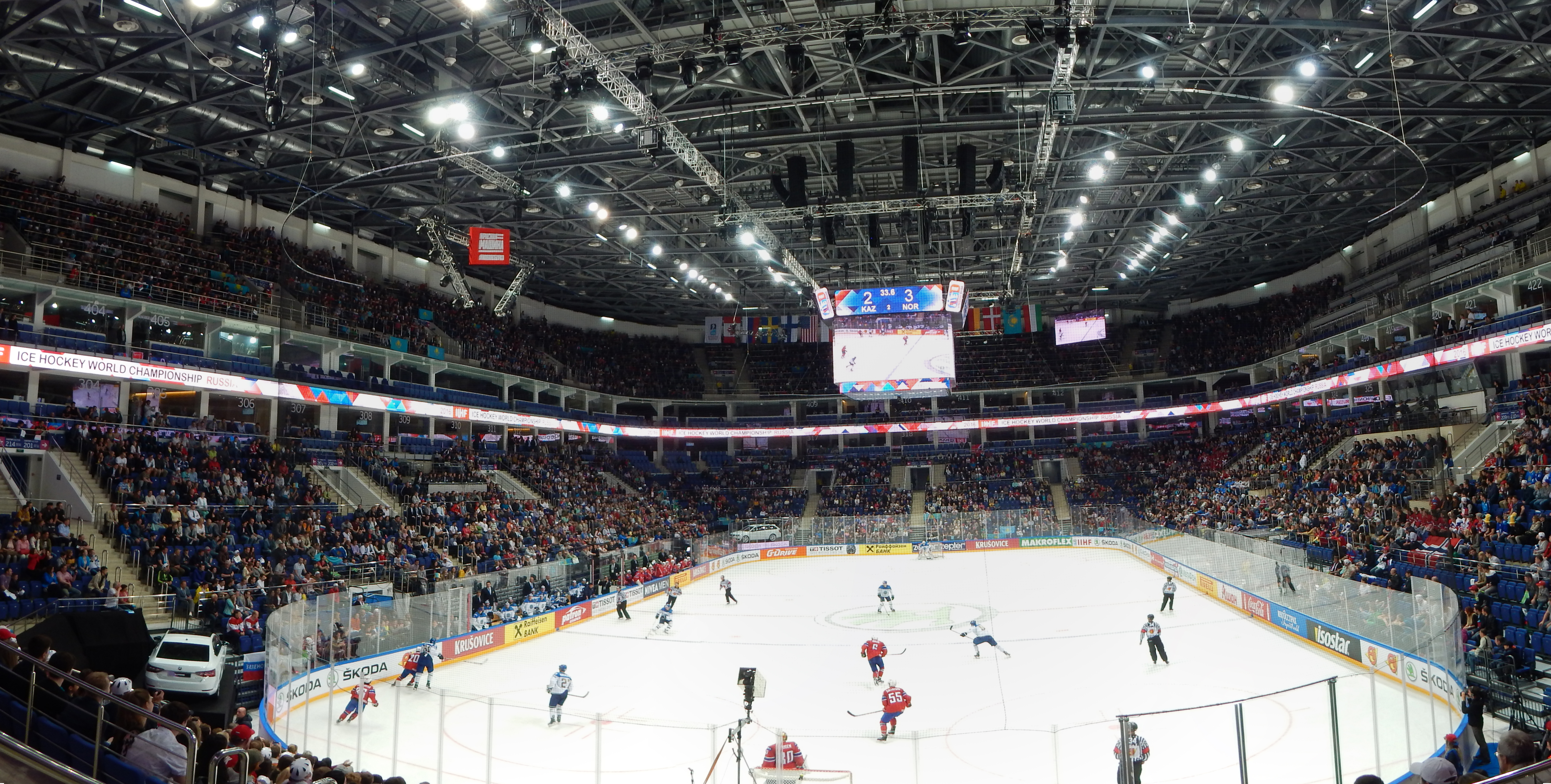
2016 IIHF World Championship (Sector 212)
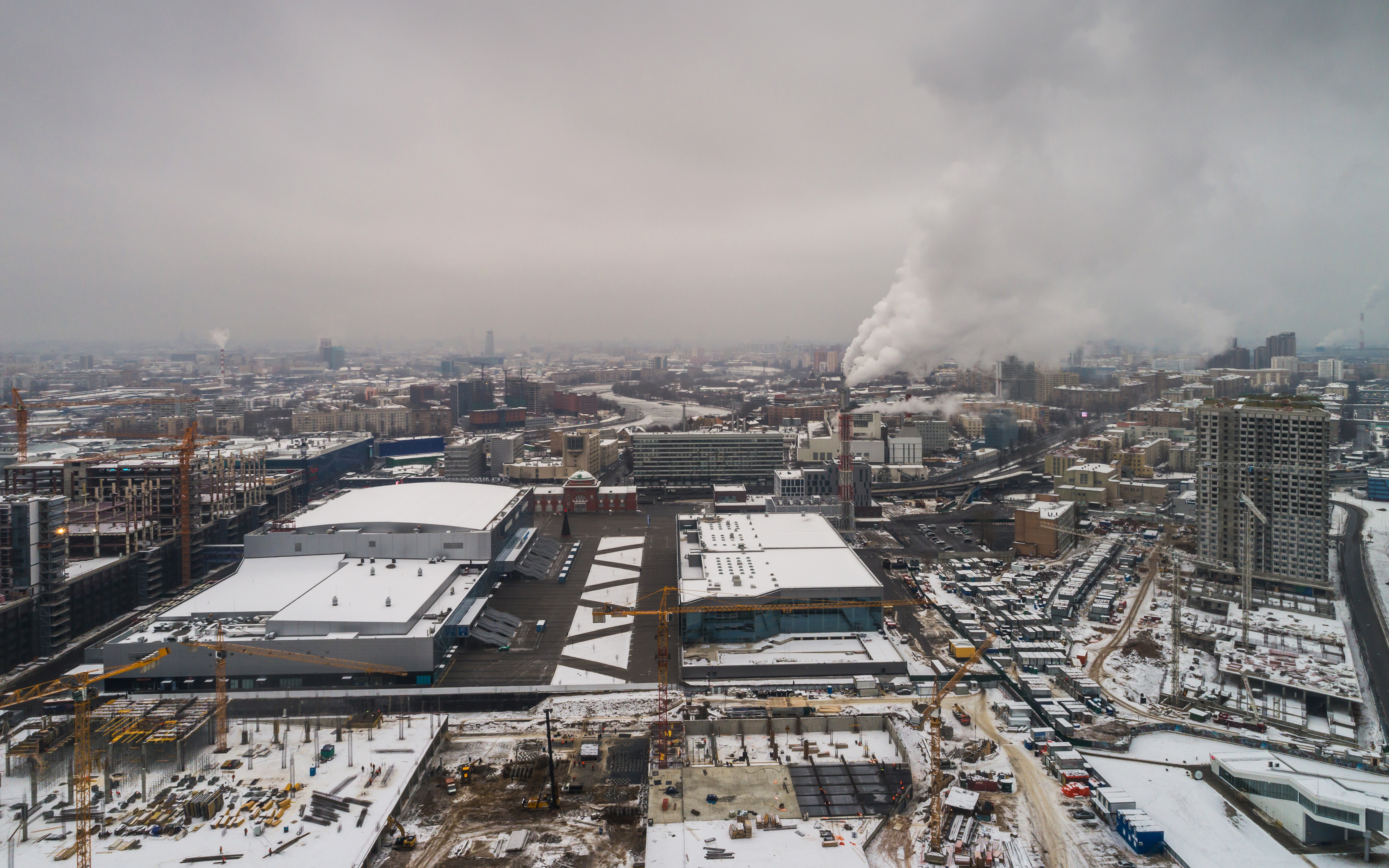
Aerial photo of former ZiL plant, Moscow (2018)
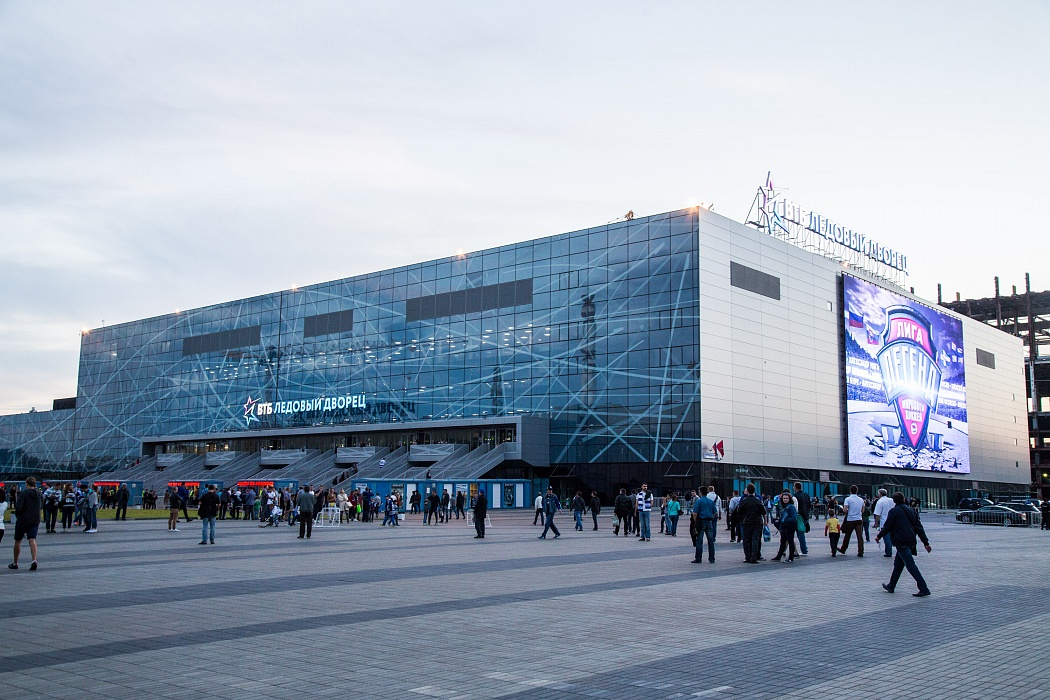